# 監獄學
監獄學是一門討論矯正理论、监狱管理、官犯互動、行刑實務、實證研究、受刑人人權與收容問題的科學。
由於國際監獄學會議的舉辦、社會連帶責任的發揚、人權保護的抬頭、獄政研究的蓬勃、矯治政策的遞嬗，監獄學逐漸成一門受到學界與實務重視的學問。

## 矯正思潮
- 矯正思潮與犯罪學思想的變遷密切相關。
- 在18世紀中葉以前，殘忍不人道的刑求、身體刑司空見慣。義大利的監獄官貝加利亞在18世紀末葉，受到洛克「天賦人權」、霍布斯《巨靈論》、盧梭《社會契約論》等啟蒙哲思的啟發，撰寫了《犯罪與刑罰論文集》，而成為了古典犯罪學派的創建者之一[1]。其論文主張，刑罰應該迅速、確定並足夠嚴厲，並禁止死刑與非人道體罰。此外，刑罰的嚴厲應與犯罪程度成比例，刑罰也必須預先並明確地廣佈民知，此即所謂罪刑法定主義的確定。
- 古典學派造就了矯正思潮裡的懲罰模式與對毒品犯的道德模式，強調犯罪人有自由意志選擇犯罪與否，犯罪人性格偏差意志力薄弱者，應以嚴厲刑罰強化其道德意識。
- 19世紀義大利軍醫龍布羅梭，對於囚於軍監的人犯進行生理研究，而成為犯罪學實證研究開往繼來的宗師。雖然其研究缺乏對照組，並且樣本不足，所以其理論從今日觀點可謂毫無效力；卻不折不扣引領了犯罪實證研究的風潮。此時期為犯罪學生物學派的肇始，後繼者有加洛法羅（英语：Raffaele Garofalo）等。
- 19世紀後期至20世紀中期，是犯罪學心理學派的肇始與發揚期。心理學與生物學派接屬於實證導向，不同的是心理學派強調人格的違常，生物學派則聚焦於身體、生理構造的缺陷。兩者皆為決定論，與古典學派的自由意志論不同，皆主張犯罪的原因不明，而因將犯人疾病化，透過科學化處遇改善其症狀，若犯罪人未來仍具再犯危險，則應該繼續接受處遇，亦即採不定期刑。
- 犯罪生物學於將近整個20世紀雖曾因為心理學派興起而沒落，但在1990年代後又隨著大腦掃瞄科技以及基因研究的進步而有復興趨勢，現代的生物學派強調基因組與環境病理之互動，對犯罪傾向的影響力。另外對腦波、神經中樞的損害、腦部異常與犯罪的因果關係也多有研究。
- 實證學派開啟了矯治哲學與疾病模式，矯治即以袪除犯罪人惡性為目的，透過科學化方法將犯人分類，依症狀特徵收容，逐漸改善其行為。此即調查分類制度之濫觴。

## 註腳
1. ↑  貝加利亞(著)，李茂生(譯).  2版. 協志工業叢書. 2007. ISBN 978-957-9357-56-2.